# Marzena Czarnecka
Marzena Zofia Czarnecka (ur. 17 listopada 1969 w Zabrzu) – polska prawniczka, ekonomistka i nauczycielka akademicka, radczyni prawna, doktor habilitowana nauk społecznych w dyscyplinie ekonomia i finanse. Profesor uczelni na Uniwersytecie Ekonomicznym w Katowicach, w latach 2023–2025 minister przemysłu w trzecim rządzie Donalda Tuska.

## Życiorys
W 1994 ukończyła studia prawnicze na Uniwersytecie Śląskim w Katowicach. W 2003 doktoryzowała się na Akademii Ekonomicznej im. Karola Adamieckiego w Katowicach na podstawie napisanej pod kierunkiem Jana Wojtyły pracy pt. Reprezentatywność partnerów społecznych w zakresie kształtowania warunków zatrudnienia w układach zbiorowych pracy i porozumieniach zbiorowych. W 2019 na tej samej uczelni (działającej wówczas jako Uniwersytet Ekonomiczny w Katowicach) uzyskała stopień doktora habilitowanego nauk społecznych w dyscyplinie ekonomia i finanse na podstawie dorobku naukowego oraz rozprawy pt. Obowiązki informacyjne a zachowania konsumentów na rynku energii elektrycznej.
Od 1994 zawodowo związana z Akademią Ekonomiczną i następnie Uniwersytetem Ekonomicznym w Katowicach, dochodząc do stanowiska profesora uczelni. Objęła funkcję kierownika Katedry Transformacji Energetycznej na Wydziale Gospodarki Przestrzennej i Transformacji Regionów. W działalności naukowej zajęła się tematyką związaną z energetyką i prawem, szczególnie prawami konsumentów i własności.
Uzyskała uprawnienia radcy prawnego. Podjęła praktykę zawodową w ramach własnej kancelarii. W 2007 została członkinią Okręgowego Sądu Dyscyplinarnego działającego w Okręgowej Izbie Radców Prawnych w Katowicach. W latach 2010–2012 była koordynatorką w Vattenfall Sales Poland, a w latach 2012–2017 dyrektorką departamentu prawnego w grupie Tauron. W 2013 została członkinią Towarzystwa Obrotu Energią oraz koordynatorką Sekcji Energetycznej w Centrum Studiów Antymonopolowych i Regulacyjnych (CARS). Weszła w skład kolegium redakcyjnego „internetowego Kwartalnika Antymonopolowego i Regulacyjnego”. Objęła funkcję przewodniczącej rady nadzorczej Szpitala Specjalistycznego w Zabrzu.
12 grudnia 2023 została wybrana przez Sejm X kadencji na urząd ministra przemysłu w trzecim rządzie Donalda Tuska. 13 grudnia została powołana na to stanowisko przez prezydenta Andrzeja Dudę. Wyodrębnione Ministerstwo Przemysłu powstało natomiast 1 marca 2024. Funkcję ministra przemysłu sprawowała do 24 lipca 2025.

## Publikacje
- Czarnecka M., Ogłódek T., Prawo energetyczne: komentarz, Wydawnictwo C.H. Beck, Warszawa 2009, ISBN 978-83-255-0605-6.
- Boroń M., Czarnecka M., Ogłódek T., Taryfy w ciepłownictwie: aspekty prawne, Wydawnictwo C.H. Beck, Warszawa 2010, ISBN 978-83-255-1182-1.
- Czarnecka M. (red.), Konsument na rynku energii elektrycznej, Wydawnictwo C.H. Beck, Warszawa 2013, ISBN 978-83-255-5289-3.
- Czarnecka M., Obowiązki informacyjne a zachowania konsumentów na rynku energii elektrycznej: studium ekonomii prawa, Wydawnictwo C.H. Beck, Warszawa 2018, ISBN 978-83-8128-224-6.